# Potentinus
Potentinus van Steinfeld werd volgens een 9e-eeuwse legende geboren in Aquitanië, in het zuidwesten van Frankrijk en stierf tegen het einde van de 4e eeuw in Karden aan de Moezel. Hij zou hebben behoord tot een adellijk geslacht. Tijdens een bezoek aan de heilige plaatsen van Trier werd hij samen met zijn zonen Felicius en Simplicius ontvangen door Maximin, de bisschop van Trier. De bisschop raadde hun aan zich bij Sint-Kastor te Karden aan te sluiten.  Daar trok Potentinus zich samen met zijn zonen terug tot hun dood. Volgens de overlevering stierven Potentinus en zijn zonen de marteldood door pijlen of een bijl. 
Een legende uit de 14e eeuw maakte van Potentinus de zoon van een heidense, Frankische koning. Na zijn bekering tot het christendom zou hij binnen de kerk carrière hebben gemaakt en het tot bisschop van Paderborn hebben weten te brengen. Bij een poging om zijn evenzeer tot het christendom bekeerde zus uit haar heidense omgeving te halen, werd Potentinus door de heidenen met pijlen doorboord. Hij stierf ten slotte als martelaar door onthoofding.
De relieken van Potentinus en zijn zonen werden omstreeks het jaar 920 naar het klooster Steinfeld gebracht. Zijn 13e-eeuwse schrijn staat tegenwoordig in het Louvre te Parijs.

## Bron
Heiligenlexikon